# Final Fantasy III
Final Fantasy III là trò chơi nhập vai kỳ ảo do Square phát triển và phát hành cho hệ máy Family Computer. Đây là sản phẩm thứ ba trong series Final Fantasy được phát hành vào năm 1990 và cũng là trò chơi Final Fantasy có đánh số đầu tiên giới thiệu hệ thống chuyển đổi nghề nghiệp (job-change system). Cốt truyện của game kể về bốn thiếu niên mồ côi được viên tinh thể ánh sáng triệu tập. Viên tinh thể đó ban phát sức mạnh của nó cho cả nhóm và hướng dẫn họ cách để phục hồi sự cân bằng của thế giới. Không hiểu tuyên bố của tinh thể có ý nghĩa gì, nhưng dù sao thì họ cũng hiểu được tầm quan trọng của nó. Do đó, cả nhóm thông báo cho gia đình nhận nuôi biết về sứ mệnh và bắt đầu cuộc hành trình để mang lại sự cân bằng cho thế giới.
Trò chơi được phát hành lần đầu tại Nhật Bản vào ngày 27 tháng 4 năm 1990. Phiên bản Famicom đã bán được 1,4 triệu bản tại Nhật Bản. Bản đầu tiên được phát hành ngoài Nhật Bản là bản làm lại được Matrix Software phát triển cho hệ máy Nintendo DS ra mắt vào ngày 24 tháng 8 năm 2006. Tại thời điểm đó, nó là trò chơi Final Fantasy duy nhất chưa từng phát hành trước đó ở Bắc Mỹ hay Châu Âu. Đã từng có kế hoạch làm lại sớm hơn cho nền tảng WonderSwan Color của Bandai, như đã làm với phần một, phần hai và phần bốn của loạt trò chơi, nhưng game phải đối mặt với nhiều lần trì hoãn và cuối cùng hủy kế hoạch khi nền tảng kết thúc quá sớm. Phiên bản Nintendo DS của trò chơi được đón nhận tích cực, với gần hai triệu bản bán ra trên toàn thế giới.
Sản phẩm cũng phát hành cho nhiều nền tảng khác: phiên bản Famicom Nhật Bản thông qua Virtual Console vào ngày 21 tháng 7 năm 2009 (Wii) và ngày 8 tháng 1 năm 2014 (Wii U), bản port iOS của phiên bản làm lại Nintendo DS vào ngày 24 tháng 3 năm 2011, bản port Android vào ngày 12 tháng 3 năm 2012, bản port PlayStation Portable vào cuối tháng 9 năm 2012 (định dạng chỉ tải về phát hành bên ngoài Nhật Bản thông qua PlayStation Network) và bản port Microsoft Windows thông qua Steam vào năm 2014.

## Lối chơi

Màn hình trận chiến. Thông điệp như "Misu" (đánh trượt) xuất hiện trong hộp văn bản, giống như những trò chơi đầu tiên trong loạt. Thông báo trạng thái cũng hiển thị ở nhân vật, giống các trò chơi về sau.

Lối chơi của Final Fantasy III phối hợp yếu tố của hai tác phẩm Final Fantasy đầu tiên với những tính năng mới. Hệ thống chiến đấu theo lượt vẫn giữ nguyên từ hai trò chơi đầu tiên, nhưng HP có thể hiển thị ở phía bên trên mục tiêu mỗi khi mục tiêu bị tấn công hoặc được hồi máu, thay vì chú thích như hai game trước. Tính năng tự chọn mục tiêu để tấn công vật lý sau khi nhân vật đồng minh hoặc quái vật đối phương bị tiêu diệt cũng lần đầu xuất hiện. Không giống như những trò chơi tiếp theo của series, phép thuật trong Final Fantasy III không tự chọn mục tiêu để tấn công theo cùng một kiểu.
Hệ thống điểm kinh nghiệm quay trở lại Final Fantasy III sau khi vắng bóng ở Final Fantasy II. Phân loại lớp nhân vật có trong trò chơi đầu tiên cũng tái xuất hiện với vài thay đổi. Trong game gốc thì người chơi tùy chọn lớp cho từng nhân vật và sự lựa chọn đó sẽ cố định trong suốt trò chơi. Final Fantasy III ra mắt "hệ thống nghề nghiệp" sau này trở nên nổi tiếng trong loạt trò chơi. Nghề nghiệp trong Final Fantasy III thực chất là lớp nhân vật có thể thay đổi tùy thích: trong phiên bản Famicom của game, bốn nhân vật có xuất phát điểm là "Hiệp sĩ Hành", sau này có thể mở khóa thêm nhiều nghề nghiệp bổ sung khi trò chơi tiến triển. Mọi nhân vật chơi được đều có quyền chọn bất kỳ nghề nào khả dụng và có thể đổi từ nghề này sang nghề khác tùy ý. Chuyển đổi nghề nghiệp sẽ tốn "điểm khả năng" mà cả nhóm nhân vật nhận được sau mỗi trận chiến, giống như gil. Tùy vào nghề nghiệp mà có thể sử dụng vũ khí, áo giáp, và thần chú khác nhau. Cấp độ thành thạo của nhân vật đối với một nghề nghiệp cụ thể tăng lên khi nhân vật duy trì nghề đó. Cấp độ nghề nghiệp càng cao thì càng tăng chỉ số của nhân vật và giảm tiêu tốn điểm khả năng cần thiết để chuyển nghề.
Final Fantasy III là trò chơi đầu tiên của series ra mắt các lệnh trận chiến đặc biệt như "Cướp" và "Nhảy", mỗi lệnh trong số đó liên quan đến một nghề nghiệp cụ thể (chẳng hạn như "Cướp" là đặc trưng của "Đạo tặc", trong khi "Nhảy" là sở trường của "Kỵ sĩ Rồng"). Một số nghề có những kỹ năng đặc trưng (của nghề đó) không dùng trong trận chiến. Ví dụ như kỹ năng của nghề Đạo chích có thể mở những cánh cửa, còn không thì sẽ yêu cầu key item đặc biệt. Final Fantasy III cũng là game đầu tiên trong loạt có tính năng "Triệu hồi" (Summon).

## Tổng quan

### Bối cảnh
Một ngàn năm trước khi xảy ra những sự kiện trong trò chơi, tại lục địa lơ lửng trên bề mặt của hành tinh vô danh, nền văn minh công nghệ tiên tiến đã tìm cách khai thác năng lượng của bốn viên tinh thể nguyên tố ánh sáng. Người dân lục địa không nhận ra rằng họ không thể kiểm soát các năng lực tự nhiên cơ bản. Sức mạnh ánh sáng đã có thể hủy hoại chính thế giới của nó nếu như những viên tinh thể ánh sáng không có đối chiếu tự nhiên của chúng: bốn viên tinh thể nguyên tố bóng tối. Gián đoạn đột ngột trong sự đan xen giữa ánh sáng và bóng tối là nguồn cơn của sự rối loạn. Trước sự cân bằng sáng tối bị gián đoạn, bốn chiến binh đã được chọn để nhận sức mạnh của tinh thể bóng tối với sứ mệnh lấy lại sức mạnh của tinh thể ánh sáng. Họ được gọi là Chiến binh Bóng tối và đã hoàn thành nhiệm vụ, phục hồi lại sự hài hòa của thế giới. Thế nhưng, họ giành chiến thắng quá muộn để có thể cứu nền văn minh sụp đổ đến mức điêu tàn, mặc dù lục địa nổi vẫn còn tồn tại. Tại lục địa đó có nhóm người Gulgan, một chủng tộc tiên tri và thầy bói mù dự đoán rằng những sự kiện này thể nào cũng lặp lại.

### Nhân vật

Nhân vật chính của phiên bản làm lại

Final Fantasy III tập trung vào bốn nhân vật mồ côi đến từ ngôi làng Ur hẻo lánh (trong phiên bản làm lại thì người chơi khởi đầu bằng nhân vật Luneth, rồi từ từ thu nhận ba nhân vật khác vào nhóm khi trò chơi tiến triển; đó là sự thay đổi so với bản gốc cũng như so với những trò chơi Final Fantasy đầu tiên), tất cả bọn họ ban đầu là Hiệp sĩ Hành trong game gốc. Tuy nhiên, trong bản làm lại thì họ là Freelancer, điều đó cũng góp phần định nghĩa cá tính của thành viên trong nhóm, tạo cho nhóm diện mạo (do Yoshida Akihiko thiết kế), tiểu sử, tính cách và tên gọi độc đáo.
Luneth (ルーネス, Rūnesu), biểu tượng của lòng can đảm, cậu là đứa trẻ mồ côi thích phiêu lưu mạo hiểm sinh trưởng ở làng Ur. Arc (アルクゥ, Arukū), biểu tượng của lòng nhân từ, bạn thời thơ ấu thân nhất của Luneth và là một chàng trẻ thông minh nhưng nhút nhát. Refia (レフィア), biểu tượng của tình yêu thương, là một cô gái lớn lên ở làng Kazus và cảm thấy mệt mỏi với việc học nghề thợ rèn từ cha nên thường xuyên trốn nhà. Ingus (イングズ, Inguzu), biểu tượng của sự quyết tâm, là người lính trung thành phụng sự Quốc vương Sasune và có tình cảm với công chúa Sara (được Sara đáp lại).
Xande (ザンデ, Zande) là nhân vật phản diện mà cả nhóm muốn dừng lại trong phần lớn trò chơi, mặc dù sau cùng thì hắn cũng chỉ là con tốt của Đám mây Hắc ám (暗闇の雲, Kurayami no Kumo) (Đám mây bóng tối trong một số bản dịch tiếng Anh của fan): một vị thần nhan hiểm và độc ác, kẻ muốn đẩy thế giới vào tình trạng hỗn loạn và hủy diệt bằng cách làm đảo lộn sự cân bằng giữa ánh sáng và bóng tối, để cho Hư không (Void) nuốt chửng cả thế giới. Xuất hiện dưới hình hài phụ nữ, Đám mây Hắc ám đã xưng mình ở ngôi thứ nhất số nhiều vì mười xúc tu của bà đều có ý chí riêng. Mặc dù ban đầu bà hạ gục các Chiến binh Ánh sáng (Light Warriors), nhưng họ vẫn có thể hồi sinh nhờ sự giúp đỡ của Doga và Unei. Sau đó, nhờ sự tương trợ của nhóm Chiến binh Bóng tối, họ đánh bại Đám mây Hắc ám và giải cứu thế giới.

### Cốt truyện
Một trận động đất mở ra một hang động từng ẩn trong Động Altar gần làng Ur ở lục địa nổi. Bốn thiếu niên mồ côi dưới sự nuôi nấng của trưởng làng Topapa vô tình bắt gặp viên tinh thể ánh sáng trong lúc thăm dò tác động của trận động đất. Tinh thể ban cho họ sức mạnh của nó, và hướng dẫn họ cách để khôi phục sự cân bằng của thế giới. Không hiểu ý nghĩa của lời tuyên bố tinh thể, nhưng họ nhận ra tầm quan trọng của những lời đó. Do đó, họ thông báo cho gia đình nhận nuôi biết về sứ mệnh và bắt đầu cuộc hành trình khám phá overworld bên ngoài nơi họ sống, để mang lại cân bằng cho thế giới.
Cuộc phiêu lưu khiến họ khám phá ra rằng có cả một thế giới nằm ngoài lục địa nổi nơi họ sống. Ở thế giới bên dưới, họ phát hiện ra một phù thủy tên là Xande, một trong ba tập sự của tổng lãnh pháp sư (archmage) huyền thoại Noah, kẻ nuôi âm mưu chiếm hữu tinh thể ánh sáng nhằm gây ra sự hỗn loạn và xáo trộn. Bốn chiến binh cuối cùng cũng đến Tháp Tinh thể, nơi họ phát hiện ra Đám mây Hắc ám là nguồn cơn của những sự kiện xảy ra gần đây. Bà có dã tâm tạo ra một thảm họa tương tự như Trận lụt Ánh sáng một thiên niên kỷ về trước nhằm đẩy thế giới vào hư vô. Những Chiến binh Ánh sáng đi vào lãnh địa của tinh thể bóng tối để giải thoát các Chiến binh Bóng tối bị giam cầm và đánh bại Đám mây Hắc ám, qua đó khôi phục lại viên tinh thể và cân bằng thế giới. Trong bản làm lại DS, người chơi có thể hoàn thành một số "nhiệm vụ phụ".
Cốt truyện trong các bản làm lại gần như là giống nhau, nhưng có nhiều khác biệt lớn trong đoạn giới thiệu. Trong bản làm lại, Luneth đến Động Altar một mình nhưng trong lúc khám phá, cậu bị hụt chân và rơi xuống một cái hố do trận động đất tạo ra. Sau đó cậu bị bao vây bởi những con yêu tinh và trong lúc cuống cuồng tìm lối thoát, cậu bước vào một căn phòng để rồi bị con Rùa Cạn phục kích. Sau khi đánh bại nó, cậu tìm ra Tinh thể Gió, nó kể với cậu rằng cậu là Chiến binh Ánh sáng được chọn, với định mệnh là phục hồi lại sự cân bằng cho thế giới và có ba người khác giống như cậu. Nhưng trước khi Luneth có thể yêu cầu nó giải thích thì cậu được dịch chuyển lên bề mặt. Cậu quay lại Ur, nhưng Trưởng lão Topapa không giải thích tường tận vấn đề ngoài việc nói rằng ai đó đã mang cậu đến cho ông. Trong lúc đi đến góc khuất của thị trấn, cậu phát hiện ra người bạn Arc của cậu bị đám trẻ bắt nạt. Khi Luneth can thiệp vào, lũ bắt nạt bỏ chạy. Arc cũng chạy trốn đến làng Kazus, chứng minh rằng cậu không sợ ma.
Luneth đuổi theo Arc đến làng Kazus và trong lúc đoàn tụ với Arc, cậu phát hiện ra rằng đồn đại về lời nguyền của làng Kazus là không hề sai. Cư dân của ngôi làng đều là bóng ma lờ mờ. Một cư dân làng này là Cid xứ Canaan đã hướng dẫn hai cậu bé lấy tàu bay của mình và tìm kiếm Refia, con gái nuôi của thợ rèn mythril tên Takka. Họ tìm thấy cô trên chiếc tàu bay, và đi cùng cô đến Lâu đài Sasune theo đề nghị của cô. Tại đây, họ gặp Ingus, một người lính Sasune đã đi vắng trong lúc lời nguyền xảy ra. Anh gia nhập bọn họ sau khi yết kiến quốc vương, người chỉ định họ tìm kiếm công chúa Sara. Họ bắt gặp công chúa ở Động Phong ấn ẩn đằng sau một bức tường mà chỉ có thể mở bằng "chìa khóa vạn năng". Với sự giúp đỡ của công chúa, các chiến binh chiến đấu với con quái vật tạo ra lời nguyền: Djinn. Tuy nhiên, khi Sara phong ấn Djinn thì Luneth, Arc, Refia, Ingus biến mất ngay trước mắt cô. Sự tình là Tinh thể Gió đã triệu hồi bốn người bọn họ để ban phát cho họ một phần sức mạnh của nó, từ đó người chơi có thể chọn nghề nghiệp Đạo tặc, Chiến binh, Pháp sư Đen, Pháp sư Trắng và Pháp sư Đỏ. Sau đó, Luneth và hội của cậu gặp lại Sara ở Lâu đài Sasune. Cô hoàn tất quá trình giải lời nguyền của Djinn bằng cách ném chiếc nhẫn xuống đài phun nước bên dưới lâu đài, nhưng trở nên buồn bã khi Luneth tiết lộ rằng cậu và những người bạn phải rời đi ngay lập tức. Sau khi Sara tiễn họ, họ quay trở lại Kazus, nơi Takka kéo Refia về nhà. Ba chàng trai thỉnh cầu Cid, sau đó là Takka để tạo ra mũi nhọn bằng mythril cho con tàu. Refia không ở cùng Takka khi các chàng trai quay lại để hỏi về mũi mythril. Khi cả nhóm một lần nữa tìm thấy cô trên tàu bay của Cid, người chơi có thể tìm hiểu lý do tại sao cô lại không ở cùng với Takka vào lúc đó. Cô đã giải thích với Takka rằng cô cũng là chiến binh ánh sáng như bộ ba kia nên cô phải lên đường. Đoạn giới thiệu mới kết thúc bằng việc chiếc tàu bay được sử dụng để phá hủy tảng đá ở Thung lũng Nelv.

## Phát triển
Đạo diễn và người viết truyện Sakaguchi Hironobu, nhà thiết kế Tanaka Hiromichi, người thiết kế nhân vật Amano Yoshitaka, người viết kịch bản Terada Kenji và nhà soạn nhạc Uematsu Nobuo trở lại từ hai phần game Final Fantasy trước để đóng góp vào quá trình phát triển của Final Fantasy III. Cũng như hai phần trước của series, Final Fantasy III được lập trình cho hệ máy Famicom bởi Nasir Gebelli. Đó là tác phẩm Final Fantasy gốc cuối cùng mà Gebelli làm việc. Giữa quá trình phát triển trò chơi, Gebelli buộc phải từ Nhật Bản trở về Sacramento, California do hết hạn thị thực lao động. Phần còn lại của ê-kíp phát triển theo chân ông tới Sacramento cùng với những vật liệu và trang thiết bị cần thiết để hoàn thành quá trình sản xuất game tại đó. Trò chơi hoàn chỉnh là một trong những trò chơi lớn nhất từng phát hành cho Famicom, xuất bản trên băng catridge 512kiB, dung lượng lớn thứ hai mà console có thể sử dụng được. Giống như nhiều game nhập vai console vào thời điểm đó, Final Fantasy III được biết đến với độ khó cao.
Square phát triển và phát hành Final Fantasy III trong cùng giai đoạn Nintendo phát hành console Super Famicom 16-bit, dự định sẽ là hệ máy kế nhiệm Famicom 8-bit. Nhà thiết kế Tanaka Hiromichi nói rằng trò chơi gốc không bao giờ được phát hành bên ngoài Nhật Bản vì Square đang tập trung phát triển console mới của Nintendo.
Ngày nay chúng ta đều biết rằng khi bạn có nền tảng như PlayStation, bạn sẽ có PlayStation 2 và sau đó là PlayStation 3, và khi bạn có Xbox, bạn sẽ [muốn] chuyển sang Xbox 360 - bạn có thể giả định rằng [hệ máy] nào sẽ [ra mắt] trong tương lai. Nhưng ngày trước, đó là lần đầu tiên chúng tôi chứng kiến thế hệ console mới, và thật sự rất khó để dự đoán [thế hệ console tiếp theo]. Tại thời điểm đó, rồi thì, chúng tôi đã làm hết công suất để bắt kịp công nghệ mới mà chúng tôi không có đủ nhân lực để làm cho phiên bản tiếng Anh của Final Fantasy III.— Tanaka Hiromichi 

Square có lên kế hoạch bản địa hóa và phát hành trò chơi bên ngoài Nhật Bản, nhưng kế hoạch bản địa hóa trò chơi đã bị hủy bỏ.

### Âm nhạc
Nhà soạn nhạc thường xuyên của series Uematsu Nobuo là người sáng tác âm nhạc cho Final Fantasy III. Final Fantasy III Original Sound Version là album tổng hợp của hầu hết bản nhạc trong trò chơi, do Square/NTT Publishing phát hành vào năm 1991, và sau này được NTT Publishing phát hành lại vào năm 1994 và 2004. Một album hòa âm phối khí với tựa đề Final Fantasy III Yūkyū no Kaze Densetsu, hoặc trong phiên bản tiếng Anh là Final Fantasy III Legend of the Eternal Wind có chứa tuyển tập các ca khúc từ trò chơi, do Uematsu Nobuo và Dido, bộ đôi soạn nhạc gồm có Kato Michiaki và Ohtaku Shizuru, thực hiện. Album được phát hành bởi Data M vào năm 1990 và bởi Polystar vào năm 1994.
Những ca khúc chọn lọc của trò chơi đã xuất hiện trong nhiều album tổng hợp nhạc chuyển soạn Final Fantasy, bao gồm Final Fantasy: Pray và Final Fantasy: Love Will Grow (do Ohki Risa hát lời), và album thứ hai, thứ ba từ nhóm nhạc progressive metal The Black Mages của Uematsu. Một số ca khúc trong trò chơi sau này được remix và xuất hiện trong các tựa game về sau của Square và Square Enix, có thể kể đến như Chocobo Racing và Final Fantasy Fables: Chocobo's Dungeon. Vài đoạn nhạc từ soundtrack vẫn còn nổi tiếng đến tận ngày nay, và được biểu diễn nhiều lần trong series hòa nhạc Final Fantasy như Tour de Japon: Music from Final Fantasy và Distant Worlds - Music from Final Fantasy.
Sekito Tsuyoshi và Kawamori Keiji là người chuyển soạn nhạc nền cho bản làm lại Nintendo DS,  họ làm việc dưới sự giám sát của Uematsu Nobuo. Soundtrack được phát hành dưới dạng album bởi NTT Publishing vào năm 2006 với tên gọi Final Fantasy III Original Soundtrack, với các phiên bản cải tiến của ca khúc cùng với một số ca khúc bổ sung.

## Các phiên bản và tái phát hành
Có hai phiên bản Final Fantasy III riêng biệt: phiên bản Famicom 2D gốc chỉ phát hành tại Nhật Bản và phiên bản 3D làm lại hoàn chỉnh phát hành trên toàn thế giới.
| Tiêu đề           | Phát hành | Quốc gia                   | Hệ thống                               | Nhà phát triển                          | Nhà xuất bản | Chú thích                                           |
| ----------------- | --------- | -------------------------- | -------------------------------------- | --------------------------------------- | ------------ | --------------------------------------------------- |
| Final Fantasy III | 1990      | Nhật Bản                   | Family Computer                        | Square                                  | Square       | Phiên bản gốc                                       |
| Final Fantasy III | 2006 2007 | Nhật Bản Bắc Mỹ Úc Châu Âu | Nintendo DS                            | Matrix Software (Nhật Bản), Square Enix | Square Enix  | Phiên bản 3D làm lại hoàn chỉnh của game gốc        |
| Final Fantasy III | 2009      | Nhật Bản                   | Virtual Console của Wii                |                                         | Square Enix  | Phát hành Virtual Console của phiên bản Famicom gốc |
| Final Fantasy III | 2011      | Toàn thế giới              | iOS                                    | Square                                  | Square Enix  | Port của phiên bản Nintendo DS                      |
| Final Fantasy III | 2012      | Toàn thế giới              | Android                                | Matrix Software (Nhật Bản) Square Enix  | Square Enix  | Port của phiên bản iOS                              |
| Final Fantasy III | 2012      | Nhật Bản Bắc Mỹ PAL        | PlayStation Portable PlayStation Store | Matrix Software (Nhật Bản) Square Enix  | Square Enix  | Port của phiên bản iOS                              |
| Final Fantasy III | 2013      | Toàn thế giới              | Ouya                                   | Square Enix                             |              | Port của phiên bản Android                          |
| Final Fantasy III | 2013      | Toàn thế giới              | Windows Phone                          |                                         | Square Enix  | Port của phiên bản Android                          |
| Final Fantasy III | 2014      | Nhật Bản                   | Virtual Console của Wii U              |                                         | Square Enix  | Phát hành Virtual Console của phiên bản Famicom gốc |
| Final Fantasy III | 2014      | Nhật Bản                   | Virtual Console của Nintendo 3DS       |                                         | Square Enix  | Phát hành Virtual Console của phiên bản Famicom gốc |
| Final Fantasy III | 2014      | Toàn thế giới              | Steam trên nền tảng Microsoft Windows  | Matrix Software (Nhật Bản) Square Enix  | Square Enix  | Port của phiên bản Android                          |
| Final Fantasy III | 2016      | Nhật Bản                   | NES Classic Edition                    | Nintendo                                | Nintendo     | Phát hành giả lập của phiên bản Famicom gốc         |

### Hủy bỏ phiên bản làm lại WonderSwan Color
Bandai ra mắt hệ thống máy chơi game cầm tay WonderSwan Color vào năm 2000, và ngay lập tức ký thỏa thuận với Square để phát hành các bản làm lại nâng cao của ba tựa game Final Fantasy đầu tiên trên hệ máy console mới. Mặc dù Final Fantasy và Final Fantasy II đều phát hành trong vòng một năm kể từ ngày ra thông báo, Final Fantasy III cuối cùng vẫn trì hoãn và không ra mắt đúng như dự kiến vào cuối năm 2001, ngay cả khi Bandai giành quyền xuất bản trò chơi. Trong khi bản port của Final Fantasy IV cuối cùng cũng phát hành cho WonderSwan Color thì Square vẫn không có động tĩnh gì với Final Fantasy III. Mặc dù game chưa bao giờ tuyên bố hủy bỏ một cách chính thức nhưng trang web chính thức đã ngừng hoạt động khi việc sản xuất console WonderSwan Color chấm dứt vào năm 2002.

Vào năm 2007, Tanaka Hiromichi giải thích trong một cuộc phỏng vấn rằng bản làm lại WonderSwan Color đã bị lãng quên vì kích thước và cấu trúc mã hóa của trò chơi Famicom gốc quá khó để có thể tái tạo lại trên WonderSwan Color:
Khi chúng tôi phát triển FF3, khối lượng nội dung trong game quá lớn đến nỗi băng catridge bị đầy, và khi các nền tảng mới ra đời, [vấn đề] chỉ đơn giản là không có đủ dung lượng cho bản cập nhật FF3, bởi vì [nền tảng mới] sẽ yêu cầu đồ họa mới, âm nhạc và nội dung khác. [Ngoài ra còn] có một khó khăn là cần bao nhiêu nhân lực để [có thể] làm lại tất cả nội dung đó.— Tanaka Hiromichi

### Bản làm lại 3D
Sau thất bại trong việc làm lại trò chơi cho hệ máy WonderSwan Color, và việc Square sáp nhập với cựu đối thủ cạnh tranh Enix để thành lập Square Enix vào năm 2003 thì công ty đã đảm bảo rằng lời hứa làm lại trò chơi sẽ không hoàn toàn bị lãng quên. Có một giả thuyết cho rằng công ty có thể tìm đến PlayStation của Sony hoặc Game Boy Advance của Nintendo để thực hiện bản làm lại như những trò chơi trước đó. Square Enix đã xem xét việc làm port game cho hệ máy PlayStation 2, nhưng cuối cùng lại thuyết phục Nintendo phát triển tựa game cho hệ máy cầm tay mới vào thời điểm đó là Nintendo DS. Sự thành công thương mại của Nintendo DS càng củng cố thêm niềm tin vào quyết định này. Bản làm lại Final Fantasy III được công bố lần đầu vào ngày 24 tháng 10 năm 2004 nhưng không có thông tin chi tiết nào trong suốt một năm. Tanaka Hiromichi đứng đầu dự án với tư cách vừa là giám đốc sản xuất, vừa là đạo diễn. Sự hướng dẫn và giám sát của ông là cần thiết vì bản làm lại không chỉ đơn thuần là bản cập nhật đồ họa như ở Final Fantasy và Final Fantasy II, mà là cuộc đại tu toàn diện bằng cách sử dụng khả năng đồ họa 3D của Nintendo DS. Cùng với đồ họa 3D, trò chơi cũng tạo ra cảnh mở đầu video chuyển động đầy đủ, tương tự như những gì đã làm trong các bản port của game Final Fantasy đồ họa 2D cho PlayStation. Nhà phát triển Matrix Software đóng vai trò lập trình cho trò chơi.

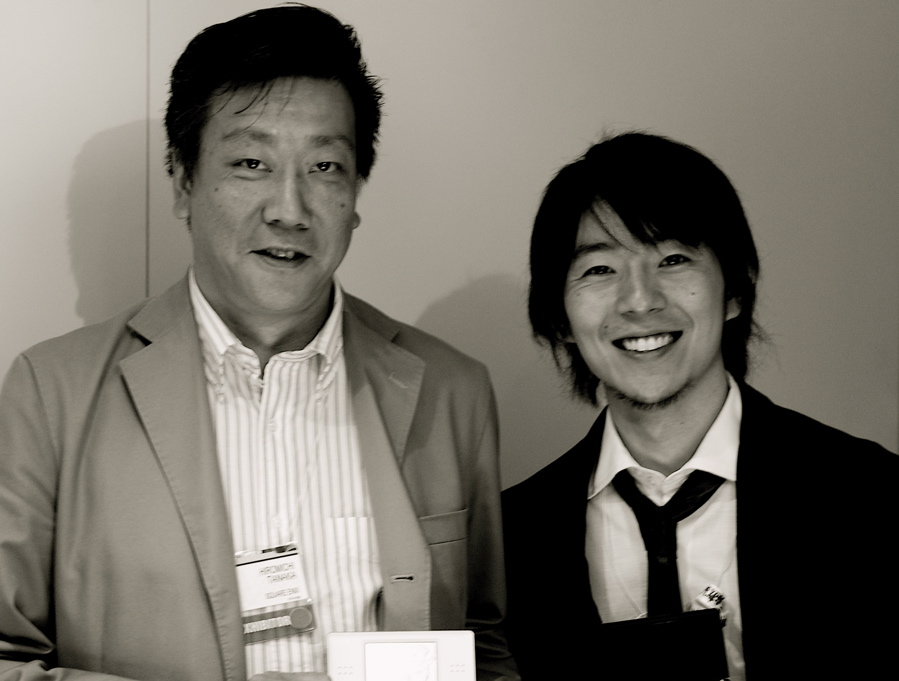
Tanaka Hiromichi và Asano Tomoya

Bản làm lại được sản xuất bởi Asano Tomoya và đồng phát triển bởi Square Enix và Matrix Software. Aiba Ryousuke (Final Fantasy XI) thực hiện công việc chỉ đạo nghệ thuật, Yoshida Akihiko (Final Fantasy XII) tái thiết kế nhân vật gốc để phù hợp với phong cách 3D, và thiết kế diện mạo cho nhân vật chơi được mới. Nhóm nhân vật không rõ ràng và vô danh trong game gốc thay thế bằng nhóm nhân vật cụ thể hơn với tính cách và câu chuyện đằng sau mới, đồng thời thêm vào một số cảnh mới để làm nổi bật cá tính của họ. Tuy nhiên, mạch chuyện chính vẫn không có sự thay đổi đáng kể. Ngoài bốn nhân vật chính thì trò chơi cũng có nhân vật bổ sung (gọi là "nhân vật phụ") gia nhập nhóm một cách tạm thời giống như trong bản gốc. Dẫu vậy, họ vẫn có điểm khác biệt so với bản gốc ở chỗ có thể tham gia vào trận chiến một cách ngẫu nhiên.
Hệ thống nghề nghiệp trong bản làm lại có sự tái thiết kế khi cân bằng lại các lớp nhân vật, bổ sung thêm năng lực mới và thêm vào lớp "Freelancer" để thay thế cho lớp "Hiệp sĩ Hành" làm nghề nghiệp mặc định tại thời điểm bắt đầu trò chơi (Hiệp sĩ Hành vẫn được giữ lại như một lớp bí mật). Nó cũng tích hợp sự kiện mới, tinh thể mới và dungeon mới, và hủy bỏ cơ chế điểm khả năng (capacity point). Không giống phiên bản Famicom gốc, hầu hết nghề nghiệp vẫn hữu dụng trong toàn bộ trò chơi. Nghề phổ biến như — Ninja và Hiền nhân (Sage) — và một vài nghề ít dùng như Thầy phong thủy được tái thiết kế để có năng lực ngang bằng với nghề Chiến binh. Một bổ sung khác là các món đồ (item) đặc biệt dành riêng cho nghề nghiệp chỉ khả dụng khi nhân vật hoàn toàn thông thạo một nghề nhất định.
Để thay thế cho điểm khả năng, mỗi nhân vật phải tạm thời chịu một thiệt hại tạm thời nho nhỏ khi chuyển đổi nghề nghiệp. Thiệt hại này làm giảm chỉ số của nhân vật từ 0 đến 10 trận tiếp theo. Giai đoạn này gọi là "Giai đoạn chuyển giao nghề nghiệp" (Job Transition Phase) và độ dài của nó phụ thuộc vào mức độ tương đồng của nghề mới với nghề cũ và độ thông thạo của nhân vật đối với nghề nghiệp mới.
Tính năng Wi-Fi ra mắt trong bản làm lại Nintendo DS dưới dạng hệ thống Hộp thư/Mognet (Mail/Mognet) tương tự như Final Fantasy IX, với nhiều loại Moogle khác nhau cho phép người chơi gửi thư điện tử đến người chơi khác. Bên cạnh đó, hệ thống cũng cho phép người chơi có thể gửi thông điệp đến nhiều nhân vật khác trong game. Hệ thống này cũng có thể sử dụng để mở khóa nhiệm vụ phụ (side quest), giống như nhiệm vụ mở khóa lớp nhân vật Hiệp sĩ Hành. Ngoài ra còn có lựa chọn lưu tạm thời giúp người chơi có thể tắt máy DS và tiếp tục game khi khởi động trở lại. Giống như bản gốc, người chơi không thể lưu trò chơi tạm thời khi đang ở trong dungeon.
Port iOS của bản làm lại phát hành vào ngày 24 tháng 3 năm 2011 trên App Store. Có sự cải thiện về mặt lối chơi và đồ họa cũng như cải tiến âm thanh. Tuy nhiên, hệ thống gửi thư Mail/Mognet tới người chơi khác đã bị hủy bỏ, nhiệm vụ để mở khóa nghề nghiệp Hiệp sĩ Hành cũng có sự thay đổi.
Port Android từ phiên bản iOS cải tiến phát hành vào tháng 6 năm 2012 trên Google Play. Bản port PlayStation Portable của phiên bản tương tự phát hành vào ngày 20 tháng 9 năm 2012. Dẫu vậy, nó chỉ có thể tải về bên ngoài Nhật Bản vào cuối tháng đó. Vào tháng 4 năm 2013, Square Enix phát hành bản port Android có độ nét cao làm tựa game mở đầu cho console Ouya. Phiên bản Android cũng port tới Windows Phones vào ngày 27 tháng 12 năm 2013, và bản port HD của phiên bản cũng phát hành trên Steam vào ngày 27 tháng 5 năm 2014.

## Đón nhận
Vào thời điểm phát hành trò chơi, tạp chí Famicom Tsūshin (nay là Famitsu) đã cho phiên bản Famicom số điểm 36 trên 40, dựa trên một hội đồng đánh giá gồm bốn người xếp hạng trò chơi 9, 9, 10 và 8 trên thang điểm 10. Kết quả này đã khiến sản phẩm trở thành một trong ba trò chơi được đánh giá cao nhất của tạp chí vào năm 1990, cùng với Dragon Quest IV và F-Zero, cả hai đều đạt số điểm 37 trên 40. Sản phẩm cũng là một trong sáu trò chơi được xếp hạng cao nhất của tạp chí cho đến năm 1990, cùng với Dragon Quest II, Dragon Quest III, và Zelda II: The Adventure of Link.
Tại Lễ trao giải Trò chơi của năm 1990 do Famicom Tsūshin tổ chức, Final Fantasy III được bình chọn làm á quân của giải Grand Prize với số điểm 37,101, xếp sau Dragon Quest IV. Vào năm 2006, độc giả của tạp chí trò chơi Nhật Bản Famitsu bình chọn cho bản gốc Final Fantasy III là một trong tám trò chơi điện tử hay nhất mọi thời đại, xếp trên cả Dragon Quest IV. Tính đến ngày 31 tháng 3 năm 2003, sản phẩm Famicom gốc đã xuất xưởng 1,4 triệu bản tại Nhật Bản.
Phiên bản làm lại DS đạt doanh thu cao. IGN lưu ý rằng "Không có gì đáng ngạc nhiên khi Final Fantasy III được quan tâm...vì sự thịnh hành của máy chơi game DS [vào thời điểm đó]." Trò chơi đã bán được 500,000 bản trong tuần đầu tiên tại Nhật Bản, vượt qua cả dự đoán ban đầu của Square Enix là chỉ bán được 350,000 bản. Theo Enterbrain, bản làm lại đã bán được hơn 935,000 bản ở Nhật Bản vào cuối năm 2006. Tính đến ngày 6 tháng 8 năm 2007, sản phẩm đã bán được hơn 990,000 bản trong nội địa và 460,000 bản tại Bắc Mỹ. Kể từ ngày 8 tháng 8 năm 2008, game đã bán được 480,000 bản ở châu Âu. Doanh số bán ra của sản phẩm theo đó đạt 1.93 triệu bản tính riêng cho phiên bản DS, và 3.3 triệu bản khi tổng gộp với Famicom tính đến ngày 9 tháng 8 năm 2008. Bản port PSP bán được hơn 80,000 bản ở Nhật Bản vào cuối năm 2012.
Đánh giá về phiên bản làm lại DS của Final Fantasy III nhìn chung là tích cực, với tỉ lệ đồng thuận là 77% theo GameRankings. 1UP.com mô tả lối chơi của game theo phong cách của "một trò chơi nhập vai dành cho những người đam mê nó một cách cuồng nhiệt", và lưu ý rằng mặc dù hệ thống nghề nghiệp đã được cải thiện nhiều so với bản gốc nhưng nó vẫn có gì đó "rất hạn chế". Tuy nhiên, người đánh giá vẫn nói rằng điều quan trọng là cần phải ghi nhớ Final Fantasy III "như một phần của lịch sử và là mảnh ghép còn thiếu của một series game bom tấn", đồng thời chỉ ra rằng "người chơi game nhập vai một cách hardcore" sẽ yêu thích tựa game này hơn bất kỳ sản phẩm nào khác của dòng trò chơi Final Fantasy và gọi nó là "một trong những RPG di động hay nhất từ trước đến nay". GameSpy lập luận rằng sự thích thú của người chơi phụ thuộc "hoàn toàn vào việc người chơi có muốn chơi một trò chơi với cơ chế game rõ ràng là cổ lỗ sĩ cộng thêm vẻ bề ngoài thô sơ và không mấy hấp dẫn [của nó]" so với những tựa game khác cùng thời của Square Enix. Trang web cũng ghi nhận trò chơi "khá thách thức" và nói thêm rằng "một số người có thể quen với game, nhưng một số khác có thể thấy khó chịu vì nó không [dễ chơi] một chút nào".
GameTrailers lưu ý rằng mặc dù cốt truyện của trò chơi đơn giản và nhóm nhân vật không có gì đặc sắc nhưng kịch bản của game vào loại "hàng đầu". Trang web cũng nhìn nhận rằng trong khi phần đông game thủ phải trông chờ vào việc cày cấp (grinding) thì trò chơi cung cấp cho họ "rất nhiều khu vực nhỏ để khám phá". IGN mô tả trò chơi có lẽ là một sản phẩm "cực kỳ thất vọng đối với người hâm mộ dòng Final Fantasy chính hiện thời" và lưu ý rằng ý tưởng hệ thống nghề nghiệp chỉ "đơn thuần là thổi bay tâm trí game thủ" vào thời điểm trò chơi mới ra mắt. So với hệ thống "cấp quyền hành nghề" của trò chơi Final Fantasy XII trong bối cảnh đương đại thì Final Fantasy III "quả thật không thể nào sánh bằng". Đánh giá cũng chỉ ra rằng bản làm lại có gây trở ngại cho trò chơi, với lý do là những trận chiến đáng ra chỉ cần "mất vài giây để lướt qua" giờ đã "kéo dài đến gần một phút". Lời phàn nàn khác nhắm vào chế độ hiển thị của game trên Nintendo DS vì đầu màn hình của thiết bị cầm tay không hoạt động trong "75% trò chơi", và phần bị mất đó mà thay bằng tranh vẽ có khi còn cho kết quả tốt hơn. Tuy nhiên, IGN vẫn ghi nhận sản phẩm có "đồ họa ấn tượng...và phần nhạc nền về cơ bản là tuyệt vời". Trang web cũng tuyên bố rằng việc chuyển đổi đồ họa từ 2D sang 3D là "một quyết định đúng đắn".

## Di sản
Từ năm 1991 đến năm 1992, tạp chí trò chơi Famicom của Kadokawa Shoten, Maru Katsu Famicom (マル勝ファミコン) đã xuất bản ấn phẩm Legend of the Eternal Wind, from Final Fantasy III (悠久の風伝説 ファイナルファンタジーIIIより, Yūkyū no Kaze Densetsu Fainaru Fantajī Surī-yori), một manga đăng theo kỳ do Kiutani Yu minh họa. Manga ghi lại những sự kiện diễn ra trong suốt trò chơi dựa trên câu chuyện gốc của Terada Kenji. Tác phẩm sau này được tập hợp thành ba tập tankōbon với tên gọi Legend of the Eternal Wind 1, 2, và 3 dưới ấn hiệu Dragon Comics của Kadokawa Shoten.
Hiệp sĩ Hành là nhân vật chính diện và Đám mây Hắc ám là nhân vật phản diện đại diện cho Final Fantasy III trong Dissidia Final Fantasy. Trong phiên bản tiếng Nhật, Fukuyama Jun là diễn viên lồng tiếng cho Hiệp sĩ Hành, còn vai Đám mây Hắc ám thuộc về Ikeda Masako. Ở phiên bản tiếng Anh là Aaron Spann và Laura Bailey tương ứng. Hai nhân vật vẫn tiếp tục vai trò của mình trong những phần kế tiếp: Dissidia 012 Final Fantasy và Dissidia Final Fantasy NT.